# Gouvernement Depretis III
Royaume d'Italie
Cairoli I Cairoli II
Le gouvernement Depretis III (Governo Depretis III, en italien) est le gouvernement du royaume d'Italie entre le 19 décembre 1878 et le 14 juillet 1879, durant la XIIIe législature.

## Composition
Composition du gouvernement
- Gauche historique

### Président du conseil des ministres
Agostino Depretis